# Abu-Bakr (nom)
Abu-Bakr és un nom masculí àrab (àrab: ابو بكر, Abū Bakr) que literalment significa ‘pare de Bakr’, essent Bakr un altre nom àrab. Si bé Abu-Bakr és la transcripció normativa en català del nom en àrab clàssic, també se'l pot trobar transcrit Abu Bakr, Abu Bakar, Abubakar, Abu Bekr. Estrictament, Abu-Bakr és una kunya, però com que un dels primers musulmans i el primer califa de l'islam, Abu-Bakr as-Siddiq, duia aquesta kunya i era conegut per ella, s'ha convertit en un nom de pila relativament comú. Per aquesta mateixa raó, aquest nom també el duen molts musulmans no arabòfons que l'han adaptat a les característiques fòniques i gràfiques de la seva llengua: albanès: Ebu Bekr; àzeri: Əbu Bəkr; bosnià: Ebu-Bekr; català medieval: Abobachr; indonesi: Abu Bakar; mandinkà: Abubakari; suahili: Abubakar; turc: Ebu Bekir.
Cal tenir present que Abu-Bakr varia segons la seva funció gramatical. Si Abu-Bakr és la forma en nominatiu, en acusatiu esdevé Aba-Bakr i en genitiu Abi-Bakr. Això explica que, per exemple, el fill d'un Abu-Bakr sigui anomenat Ibn Abi-Bakr.